# 2006年英聯邦運動會

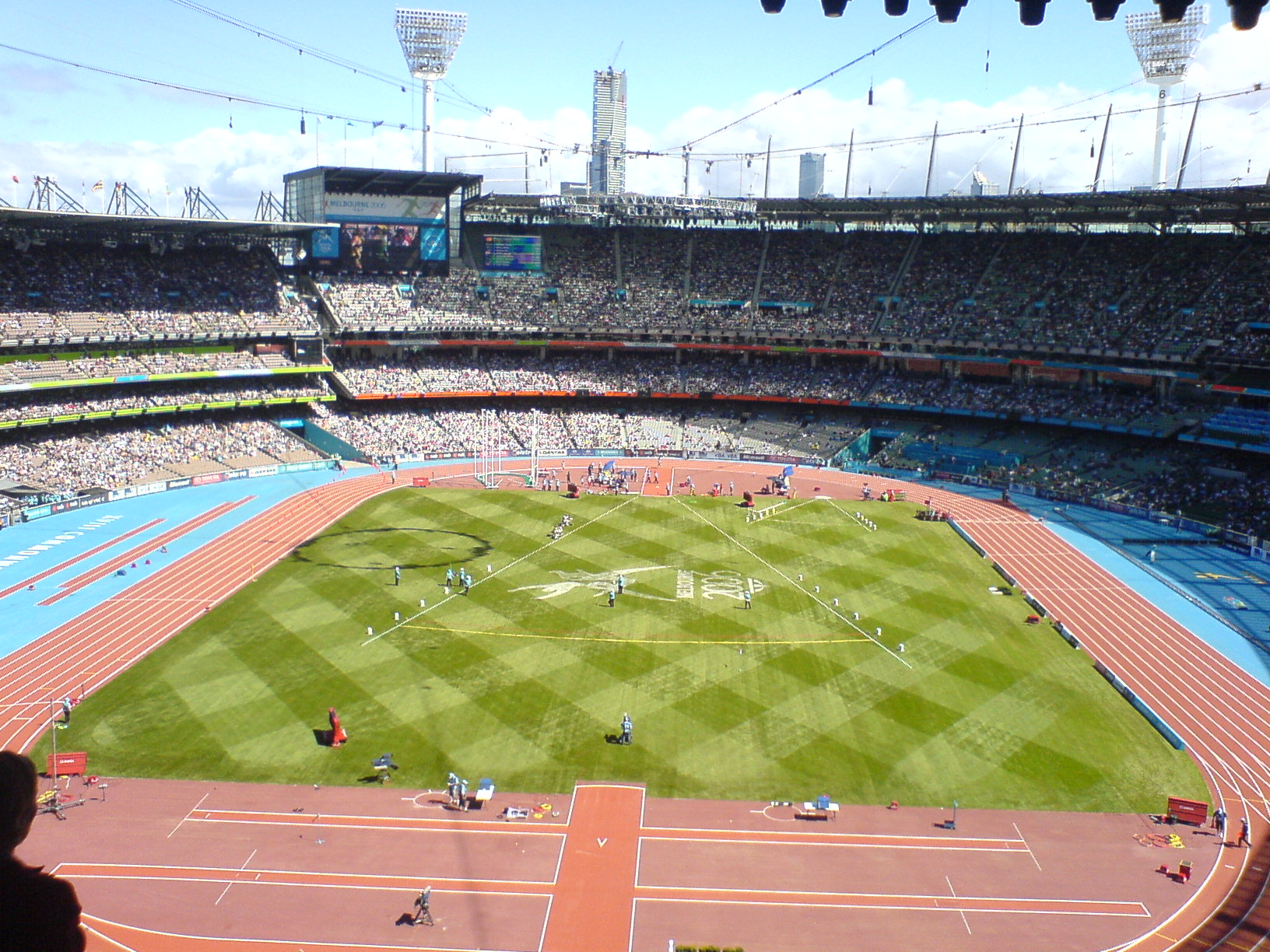
墨爾本板球場（Melbourne Cricket Ground）

2006年英聯邦運動會於2006年3月15日至26日在澳大利亞的墨爾本舉行，是墨爾本第一次舉辦英聯邦運動會，在參與競賽的項目、隊伍與人數方面都超過1956年墨爾本夏季奧運會。本屆運動會開幕與閉幕式主場館墨爾本板球場亦是1956年奧運的比賽場地。

## 场地
- 墨尔本滨海港区 - 田径（竞走）
- 墨爾本板球場 - 田径、开/闭幕式
- 墨尔本会议与展览中心 - 羽毛球、拳击和举重
- 墨尔本射击俱乐部 - 射击
- 墨尔本国际射击俱乐部 - 射击
- 墨尔本体育中心 - 水类运动、壁球和乒乓

## 比賽項目

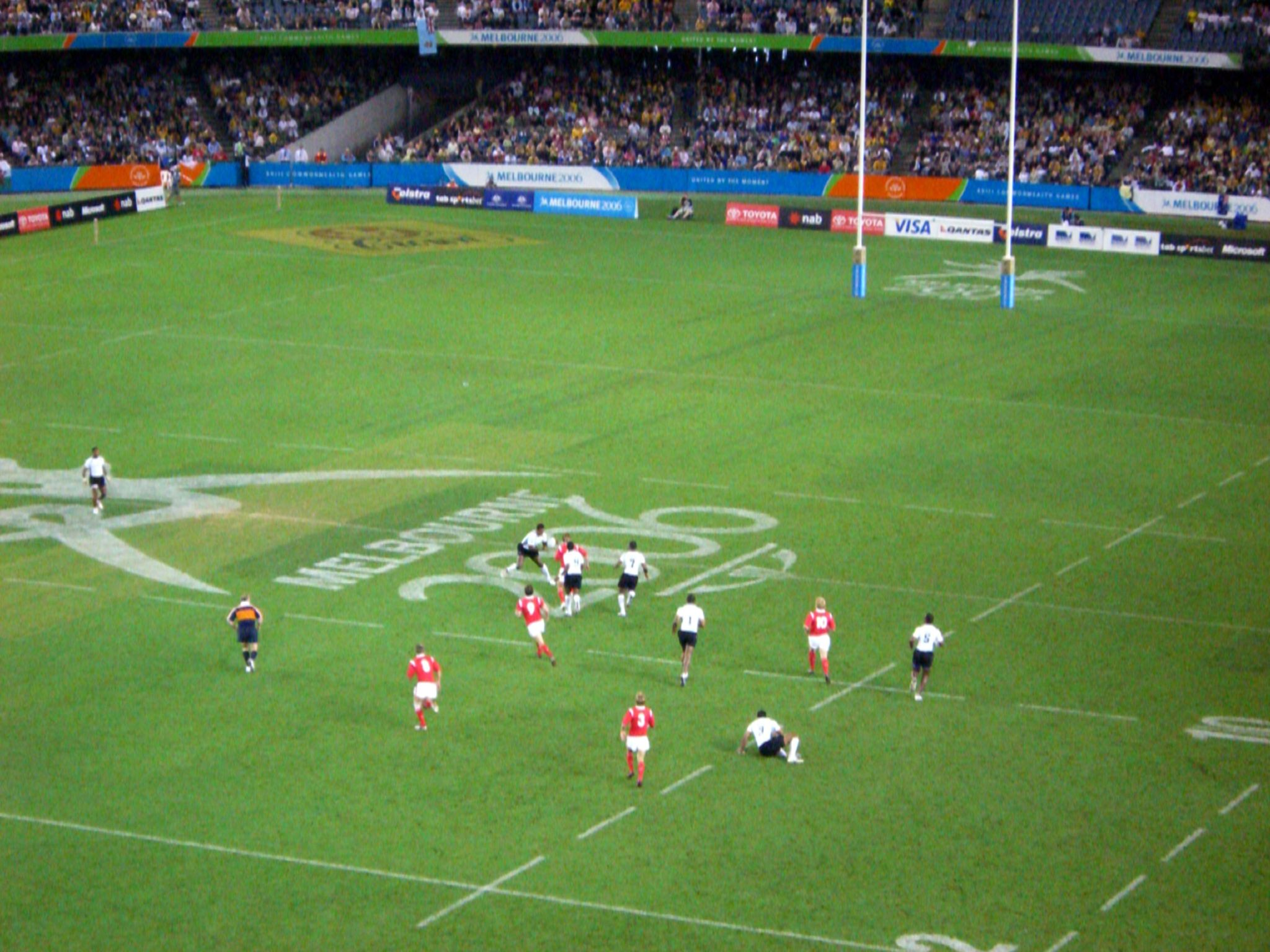
在墨爾本板球場舉行的板球賽

是屆英聯邦運動會共設16個大項如下：
1. 水上項目
  1. 游泳
  2. 跳水
  3. 花樣游泳
2. 田徑
3. 羽毛球
4. 籃球
5. 拳擊
6. 單車
7. 體操
8. 曲棍球
9. 草地滾球
10. 籃網球
11. 七人欖球
12. 射擊
13. 壁球
14. 乒乓球
15. 三項鐵人
16. 舉重

## 參賽國家及地區
本屆共71個國家和地區參賽，與2002年英聯邦運動會不同的是津巴布韋因退出英聯邦國家而沒有參與。
| - 阿富汗 - 阿尔巴尼亚 - 阿尔及利亚 - 安道尔 - 安哥拉 - 安地卡及巴布達 - 阿根廷 - 亞美尼亞 - 奥地利 - 巴哈马 - 白俄羅斯 - 比利时 - 百慕大 - 巴西 - 英屬維爾京群島 - 喀麦隆 - 加拿大 - 开曼群岛 | - 庫克群島 - 賽普勒斯 - 多米尼克 - 英格兰 - 福克蘭群島 - 斐济 - 法國 - 德国 - 直布罗陀 - 希腊 - 格瑞那達 - 根西 - 印度 | - 马恩岛 - 義大利 - 牙买加 - 日本 - 澤西 - 基里巴斯 - 賴索托 - 盧森堡 - 马拉维 - 马来西亚 - 馬爾地夫 - 馬爾他 - 模里西斯 - 莫桑比克 | - 纳米比亚 - 瑙鲁 - 新西兰 - 奈及利亞 - 纽埃 - 诺福克岛 - 北爱尔兰 - 巴基斯坦 - 巴拿马 - 圣赫勒拿、阿森松和特里斯坦-达库尼亚 - 圣基茨和尼维斯 - 圣卢西亚 - 萨摩亚 | - 沙烏地阿拉伯 - 苏格兰 - 塞舌尔 - 新加坡 - 所罗门群岛 - 南非 - 斯里蘭卡 - 瑞典 - 瑞士 - 中華臺北 - 坦桑尼亚 - 泰國 - 千里達及托巴哥 - 土耳其 - 乌干达 - 越南 - 葉門 - 尚比亞 |

## 獎牌榜
本表僅列出獎牌榜前十位的隊伍。
Note:The country coloured in blue is the host country i.e. Australia

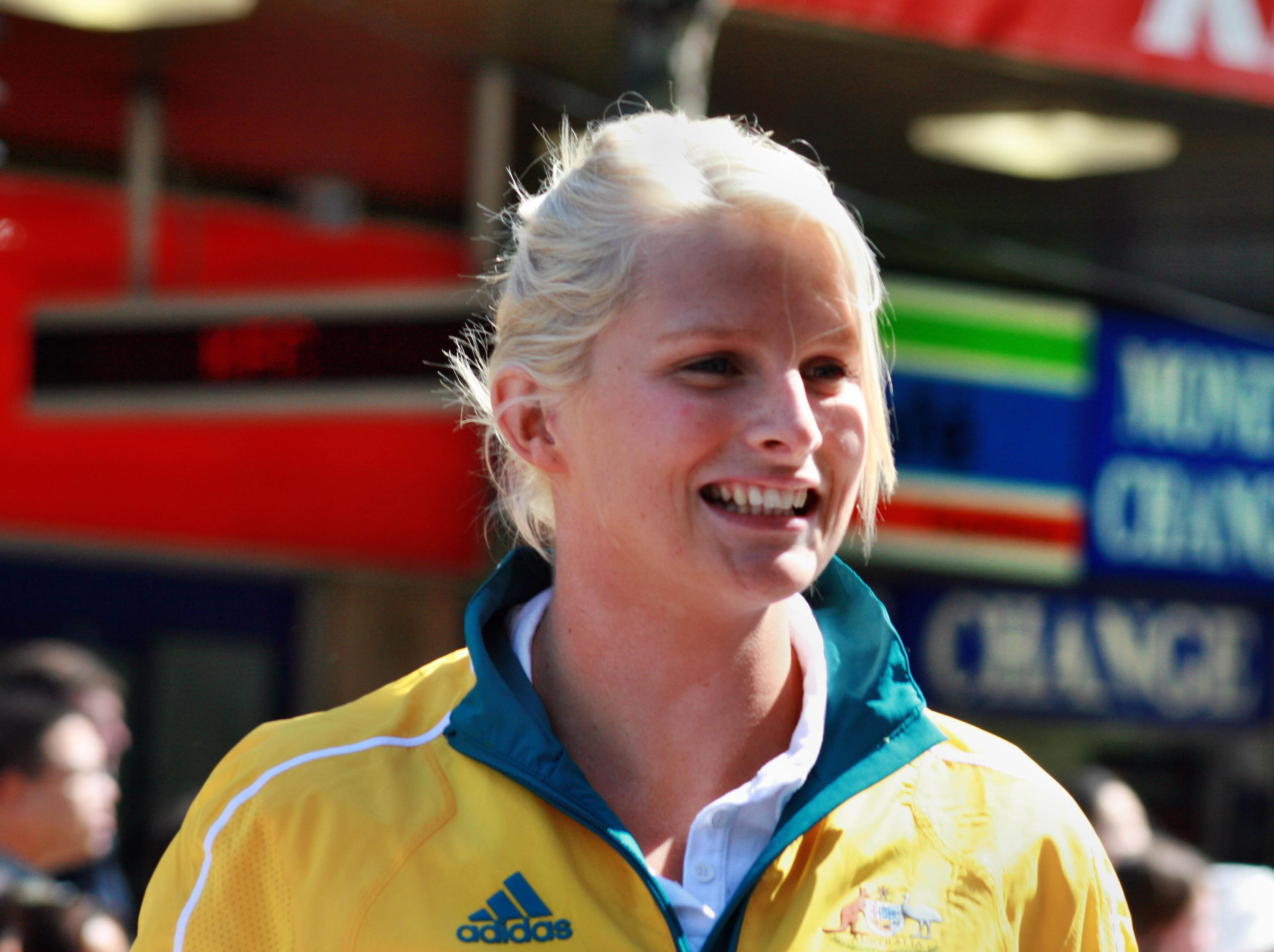
Leisel Jones won four gold medals in the swimming competition, sweeping the breaststroke events and the medley relay.

| 排名 | 国家／地区 | 金牌 | 银牌 | 铜牌 | 總數 |
| ---- | ---------- | ---- | ---- | ---- | ---- |
| 1    |            | 84   | 69   | 69   | 222  |
| 2    | 英格兰     | 36   | 40   | 34   | 110  |
| 3    | 加拿大     | 26   | 29   | 31   | 86   |
| 4    | 印度       | 22   | 17   | 11   | 50   |
| 5    | 南非       | 12   | 13   | 13   | 38   |
| 6    | 苏格兰     | 11   | 7    | 11   | 29   |
| 7    | 牙买加     | 10   | 4    | 8    | 22   |
| 8    | 马来西亚   | 7    | 12   | 10   | 29   |
| 9    | 新西兰     | 6    | 12   | 13   | 31   |
| 10   |            | 6    | 5    | 7    | 18   |

## 外部連結
- Official website*（页面存档备份，存于）